# KiCad
KiCad — свободный кроссплатформенный программный комплекс класса EDA с открытым исходным кодом, предназначенный для разработки электрических схем и печатных плат.
Разработчики — Жан-Пьер Шарра (фр. Jean-Pierre Charras), исследователь в LIS (фр. Laboratoire des Images et des Signaux — Лаборатория Изображений и Сигналов) и преподаватель электроники и обработки изображений в фр. IUT de Saint Martin d’Hères (Франция), Хавьер Серрано, Мацей Суминский и Томаш Влостовский из ЦЕРН.

## Программы, входящие в KiCad
- kicad — менеджер проектов;
- eeschema — редактор электрических схем;
  - встроенный редактор символов схем (библиотечных компонентов);
- pcbnew — редактор печатных плат;
  - встроенный редактор образов посадочных мест (библиотечных компонентов);
  - 3D Viewer — 3D-просмотрщик печатных плат на базе OpenGL (часть pcbnew);
- gerbview — просмотрщик файлов Gerber (фотошаблонов);
- cvpcb — программа для выбора посадочных мест, соответствующих компонентам на схеме;
- wyoeditor — текстовый редактор для просмотра отчётов.

### Функции компонентов KiCad
eeschema обеспечивает:
- создание однолистовых и иерархических схем,
- проверку трассировки печатных плат (ERC),
- создание списка электрических цепей netlist для редактора топологии платы pcbnew или для Spice-моделирования схемы,
- доступ к документации на используемые в схеме электронные компоненты (datasheet).

pcbnew обеспечивает:
- разработку плат, содержащих  до 16 слоёв меди и до 12 технических слоёв (шелкография, паяльная маска и т. п.),
- выход на внешние трассировщики соединений посредством генерации описания платы на Specctra Design Language (on-line FreeRoute и др.),
- генерацию технологических файлов для изготовления печатных плат (Gerber-файлы для фотоплоттеров, файлы сверловок и файлы размещения компонентов),
- послойная печать схем и чертежей печатных плат на принтере или плоттере (в форматах PostScript, HPGL, SVG и DXF), с рамкой формата или без неё.

gerbview позволяет просматривать Gerber-файлы.

### Библиотеки электронных компонентов
В составе KiCad поставляются библиотеки электронных компонентов (как обычных выводных, так и поверхностно монтируемых SMD). Для многих библиотечных компонентов есть 3D-модели, созданные в Wings3D.
Компоненты и посадочные места корпусов можно ассоциировать с документацией, ключевыми словами и осуществлять быстрый поиск компонента по функциональному назначению.

### Галерея

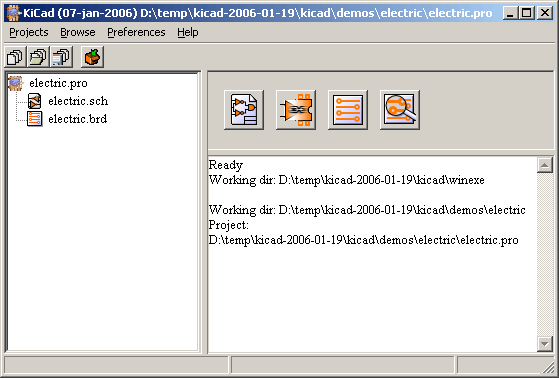
Окно менеджера проектов kicad
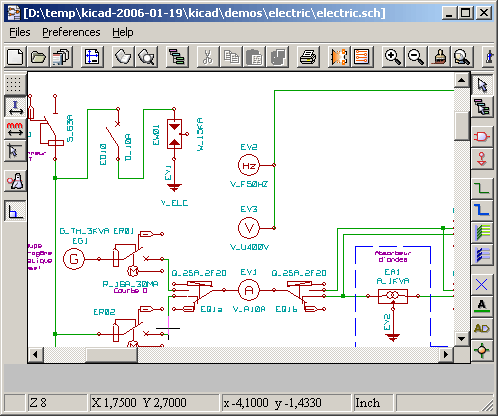
Окно редактора электрических схем eeschema
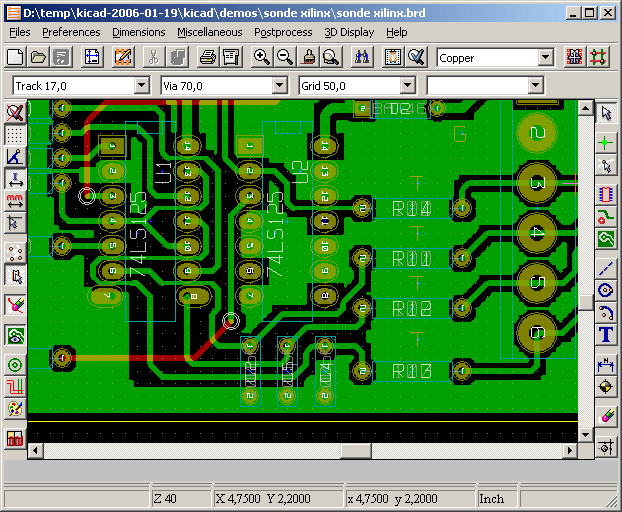
Окно редактора печатных плат pcbnew
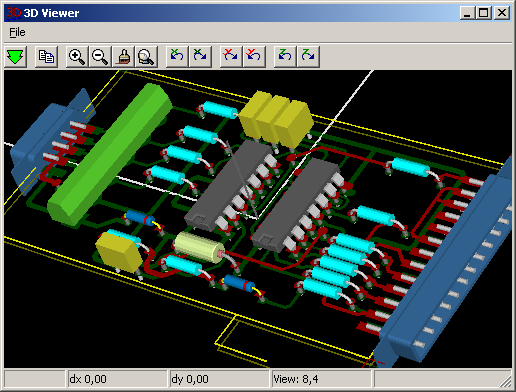
Трёхмерный вид печатной платы в 3D Viewer pcbnew
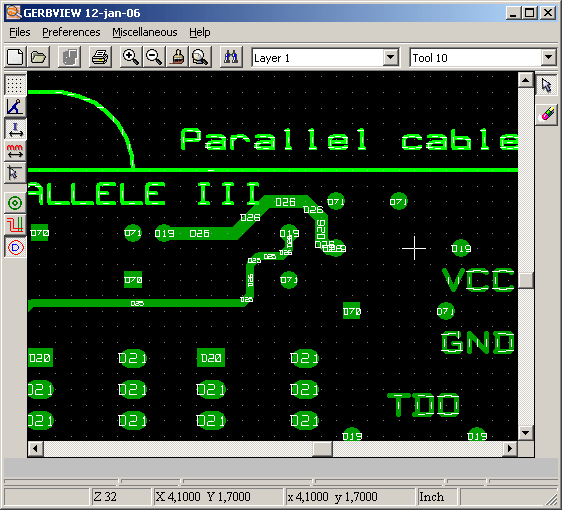
Просмотр фотошаблона в gerbview